# Pennading-Schmidgaden-Stulln-Weidinger Graben
Der Pennading-Schmidgaden-Stulln-Weidinger Graben ist eine naturräumliche Untereinheit im nördlichen Oberpfälzischen Hügelland.

## Naturräumliche Zuordnung und Gliederung
Der Pennading-Schmidgaden-Stulln-Weidinger Graben liegt im Oberpfälzischen Hügelland und ist im Einzelblättern 1:200.000 zum Handbuch der naturräumlichen Gliederung Deutschlands als eigene Untereinheit aufgeführt.
- (zu 07 Oberpfälzisch-Obermainisches Hügelland)
  - (zu 070 Oberpfälzisches Hügelland)
    - 070.1 Pennading-Schmidgaden-Stulln-Weidinger Graben
      - 070.10 Lintacher Rücken
      - 070.11 Thann-Pennadinger Ausraummulde
      - 070.12 Pennading-Schmidgadener Graben
      - 070.13 Wolfringer Rücken
      - 070.14 Stulln-Weidinger Graben
      - 070.15 Schwarzenfelder Klosterberg
      - 070.16 Traunrichter Granitrücken